# 1990年美國職棒大聯盟選秀
1990年美國職棒大聯盟選秀為大聯盟第26屆選秀。亞特蘭大勇士的奇伯·瓊斯為該年的首輪選秀狀元。
該屆選秀選到了101輪，打破了前一年選秀選到88輪的紀錄。太空人選了100位選手，創下單一選秀會紀錄。此外，有兩支小聯盟1A球隊艾瑞水手、邁阿密奇蹟也一同參與選秀。

## 第一輪選秀
圖示
|  | 入選美國職棒大聯盟全明星賽的球員     |
|  | 入選美國國家棒球名人堂暨博物館的球員 |

| 順位 | 球員                | 球隊             | 位置   | 畢業學校                   |
| 1    | 奇伯·瓊斯           | 亞特蘭大勇士     | 游擊手 | 波耶斯高中                 |
| 2    | 湯尼·克拉克         | 底特律老虎       | 外野手 | 基督高中                   |
| 3    | 麥克·雷伯托爾       | 費城費城人       | 捕手   | 西湖高中                   |
| 4    | 艾力士·費南德茲     | 芝加哥白襪       | 右投   | 邁阿密戴德學院             |
| 5    | 柯特·米勒           | 匹茲堡海盜       | 右投   | 西方高中                   |
| 6    | 馬克·紐菲爾德       | 西雅圖水手       | 一壘手 | 馬里納高中                 |
| 7    | 丹·威爾森           | 辛辛那提紅人     | 捕手   | 明尼蘇達大學               |
| 8    | 提姆·寇斯托         | 克里夫蘭印地安人 | 游擊手 | 愛荷華大學                 |
| 9    | 隆尼·瓦爾登         | 洛杉磯道奇       | 左投   | 布蘭查德高中               |
| 10   | 卡爾·艾佛瑞特       | 紐約洋基         | 外野手 | 希爾斯波羅高中             |
| 11   | 沙恩·安德魯斯       | 蒙特婁博覽會     | 游擊手 | 卡爾斯巴德高中             |
| 12   | 陶德·瑞契           | 明尼蘇達雙城     | 右投   | 鄧肯維爾高中               |
| 13   | 多諾文·奧斯伯恩     | 聖路易紅雀       | 左投   | 內華達大學拉斯維加斯分校   |
| 14   | 陶德·凡·波佩爾      | 奧克蘭運動家     | 右投   | 馬丁高中                   |
| 15   | 亞當·席茲杜         | 舊金山巨人       | 外野手 | 莫勒高中                   |
| 16   | 丹尼爾·史密斯       | 德州遊騎兵       | 左投   | 克雷頓大學                 |
| 17   | 傑羅米·柏尼茲       | 紐約大都會       | 外野手 | 奧克拉荷馬州立大學靜水校區 |
| 18   | 亞倫·霍伯特         | 聖路易紅雀       | 游擊手 | 喬丹高中                   |
| 19   | 艾瑞克·克里斯多弗森 | 舊金山巨人       | 捕手   | 聖地牙哥州立大學           |
| 20   | 麥克·穆西納         | 巴爾的摩金鶯     | 右投   | 史丹佛大學                 |
| 21   | 湯瑪斯·內佛斯       | 休士頓太空人     | 游擊手 | 艾汀納高中                 |
| 22   | 史蒂夫·卡賽         | 多倫多藍鳥       | 右投   | 基督國王地區高中           |
| 23   | 蘭斯·迪克森         | 芝加哥小熊       | 左投   | 亞利桑那大學               |
| 24   | 隆德爾·懷特         | 蒙特婁博覽會     | 外野手 | 瓊斯縣立高中               |
| 25   | 羅比·貝基特         | 聖地牙哥教士     | 左投   | 麥卡倫高中                 |
| 26   | 唐納·彼得斯         | 奧克蘭運動家     | 右投   | 聖法蘭西斯學院             |

## 第一輪補充選秀
圖示
|  | 入選美國職棒大聯盟全明星賽的球員     |
|  | 入選美國國家棒球名人堂暨博物館的球員 |

| 順位 | 球員            | 球隊             | 位置   | 畢業學校               |
| 27   | 麥克·辛默曼     | 匹茲堡海盜       | 右投   | 南阿拉巴馬大學         |
| 28   | 蓋比·懷特       | 蒙特婁博覽會     | 右投   | 賽柏林斯高中           |
| 29   | 米德雷·康明斯   | 明尼蘇達雙城     | 外野手 | 邁阿密艾迪森高中       |
| 30   | 保羅·艾利斯     | 聖路易紅雀       | 捕手   | 加州大學洛杉磯分校     |
| 31   | 布萊恩·威廉斯   | 休士頓太空人     | 右投   | 南卡羅來納大學         |
| 32   | 史考特·桑德斯   | 聖地牙哥教士     | 右投   | 尼可斯州立大學         |
| 33   | 馬可斯·詹森     | 奧克蘭運動家     | 捕手   | 天線高中               |
| 34   | 戴夫·贊卡納羅   | 蒙特婁博覽會     | 左投   | 加州大學洛杉磯分校     |
| 35   | 史丹·史賓賽     | 奧克蘭運動家     | 右投   | 史丹佛大學             |
| 36   | 柯克·德雷森多佛 | 蒙特婁博覽會     | 右投   | 德克薩斯大學奧斯汀分校 |
| 37   | 班·凡林         | 密爾瓦基釀酒人   | 左投   | 東諾柏高中             |
| 38   | 湯尼·馬納罕     | 西雅圖水手       | 游擊手 | 亞利桑那州立大學       |
| 39   | 山繆爾·亨斯     | 克里夫蘭印地安人 | 外野手 | 史東高中               |
| 40   | 史丹·羅伯森     | 蒙特婁博覽會     | 外野手 | 普萊恩維尤高中         |

## 補償選秀
1. ↑  因戴夫·帕克加入釀酒人隊而得到補償選秀
2. ↑  因肯·奧柏克菲爾（英语：Ken Oberkfell）加入太空人隊而得到補償選秀
3. ↑  因湯尼·佩尼亞（英语：Tony Peña）加入紅襪隊而得到補償選秀
4. ↑  因克雷格·拉菲爾茲（英语：Craig Lefferts）加入教士隊而得到補償選秀
5. ↑  因凱文·巴斯（英语：Kevin Bass）加入巨人隊而得到補償選秀
6. ↑  因馬克·朗斯頓加入天使隊而得到補償選秀
7. ↑  因馬克·戴維斯加入皇家隊而得到補償選秀
8. ↑  因吉姆·高特（英语：Jim Gott）成為自由球員而得到補償選秀
9. ↑  因馬克·朗斯頓成為自由球員而得到補償選秀
10. ↑  因傑夫·瑞爾登（英语：Jeff Reardon）成為自由球員而得到補償選秀
11. ↑  因湯尼·佩尼亞（英语：Tony Peña）成為自由球員而得到補償選秀
12. ↑  因凱文·巴斯（英语：Kevin Bass）成為自由球員而得到補償選秀
13. ↑  因馬克·戴維斯成為自由球員而得到補償選秀
14. ↑  因克雷格·拉菲爾茲（英语：Craig Lefferts）成為自由球員而得到補償選秀
15. ↑  因史多姆·戴維斯（英语：Storm Davis）成為自由球員而得到補償選秀
16. ↑  因赫比·布魯克斯（英语：Hubie Brooks）成為自由球員而得到補償選秀
17. ↑  因戴夫·帕克成為自由球員而得到補償選秀
18. ↑  因帕斯夸爾·培瑞茲成為自由球員而得到補償選秀

## 其他著名球員
- 鮑勃·威克曼, 第2輪, 44順位被芝加哥白襪選走
- 戴夫·弗雷米恩（英语：Dave Fleming (baseball)）, 第3輪, 79順位被西雅圖水手選走
- 瑞奇·貝克（英语：Rich Becker）, 第3輪, 85順位被明尼蘇達雙城選走
- 詹姆斯·鮑德溫（英语：James Baldwin (baseball)）, 第4輪, 105順位被芝加哥白襪選走
- 麥克·麥爾斯（英语：Mike Myers (baseball)）, 第4輪, 122順位被舊金山巨人選走
- 蓋瑞·安德森, 第4輪, 125順位被加州天使選走
- 雷·杜罕（英语：Ray Durham）, 第5輪, 132順位被芝加哥白襪選走
- 布雷特·布恩, 第5輪, 134順位被西雅圖水手選走
- 麥克·蘭辛（英语：Mike Lansing）, 第6輪, 155順位被邁阿密奇蹟選走
- 麥克·漢普頓, 第6輪, 161順位被西雅圖水手選走
- 特洛依·帕西佛, 第6輪, 179順位被加州天使選走
- 凱文·楊恩（英语：Kevin Young (baseball)）, 第7輪, 187順位被匹茲堡海盜選走
- 大衛·貝爾（英语：David Bell (baseball)）, 第7輪, 190順位被克里夫蘭印地安人選走
- 葛雷格·諾頓（英语：Greg Norton (baseball)）, 第7輪, 203順位被舊金山巨人選走, 但未簽約
- 費南多·芬尼亞（英语：Fernando Viña）, 第9輪, 253順位被紐約大都會選走
- 湯尼·葛拉法尼諾（英语：Tony Graffanino）, 第10輪, 264順位被亞特蘭大勇士選走
- 羅斯提·葛里爾（英语：Rusty Greer）, 第10輪, 279順位被德州遊騎兵選走
- 達倫·德雷佛特（英语：Darren Dreifort）, 第11輪, 307順位被紐約大都會選走, 但未簽約
- 帕特·米爾瑞斯（英语：Pat Meares）, 第12輪, 329順位被明尼蘇達雙城選走
- 布萊恩·休奧斯（英语：Brian Shouse）, 第13輪, 349順位被匹茲堡海盜選走
- 麥克·威廉斯（英语：Mike Williams (baseball)）, 第14輪, 374順位被費城費城人選走
- 瑞克·懷特（英语：Rick White (baseball)）, 第15輪, 403順位被匹茲堡海盜選走
- 瑞奇·里迪（英语：Ricky Ledée）, 第16輪, 435順位被紐約洋基選走
- 戴夫·姆利奇（英语：Dave Mlicki）, 第17輪, 460順位被克里夫蘭印地安人選走
- 布萊恩·道貝克（英语：Brian Daubach）, 第17輪, 469順位被紐約大都會選走
- 馬文·貝納德（英语：Marvin Benard）, 第20輪, 535順位被費城費城人選走, 但未簽約
- 達米恩·米勒（英语：Damian Miller）, 第20輪, 544順位被明尼蘇達雙城選走
- 艾迪·古亞達多（英语：Eddie Guardado）, 第21輪, 570順位被明尼蘇達雙城選走
- 安迪·派提特, 第22輪, 594順位被紐約洋基選走
- 傑森·瓦瑞泰克, 第23輪, 625順位被休士頓太空人選走, 但未簽約
- 荷黑·波沙達, 第24輪, 646順位被紐約洋基選走
- 克里斯·辛格頓（英语：Chris Singleton (baseball)）, 第30輪, 807順位被休士頓太空人選走, 但未簽約
- 傑森·貝爾, 第36輪, 952順位被芝加哥白襪選走
- 馬克·史威尼（英语：Mark Sweeney）, 第39輪, 1032順位被洛杉磯道奇選走, 但未簽約
- 羅德尼·馬錫昂（英语：Rodney Mazion）, 第48輪, 1222順位被西雅圖水手選走, 但未簽約
- 艾蘭·貝內斯（英语：Alan Benes）, 第49輪, 1251順位被聖地牙哥教士選走, 但未簽約
- 瑞克·海林恩（英语：Rick Helling）, 第50輪, 1269順位被紐約大都會選走, 但未簽約
- 艾爾·萊文（英语：Al Levine）, 第53輪, 1323順位被聖地牙哥教士選走, 但未簽約
- 凱利·伍恩許（英语：Kelly Wunsch）, 第54輪, 1327順位被亞特蘭大勇士選走, 但未簽約

## 外部連結
- MLB.com - 1990 Draft Tracker (all rounds)
- MLB.com - Draft History （页面存档备份，存于）
- Complete draft list from The Baseball Cube database

| 前任： 班·麥克唐納 | 選秀狀元 奇伯·瓊斯 | 繼任： 布萊恩·泰勒 |